# Forêts côtières de Bahia
Localisation
Les forêts côtières de Bahia sont des forêts tropicales formant une écorégion aux alentours de Bahia, dans l'Est du Brésil.
Leur superficie est d'environ 110 km².